# Tambaga (Mali)
Tambaga è un comune rurale del Mali facente parte del circondario di Kita, nella regione di Kayes.
Il comune è composto da 10 nuclei abitati:
- Djiniagué
- Faramansonia
- Kantila
- Katabantankoto
- Katakoto
- Kobaronto
- Kouloubou
- Kourounouna
- Sékokoto
- Tambaga